# Parc Nacional Theodore Roosevelt
El Parc Nacional Theodore Roosevelt (Theodore Roosevelt National Park) és un parc nacional als Estats Units que comprèn tres zones de badlands (terres dolentes) separades geogràficament a l'oest de Dakota del Nord. El parc porta el nom del president Theodore Roosevelt, en honor dels seus èxits al sector de la conservació i per la influència del paisatge en la seva vida. El parc cobreix 285 quilòmetres quadrats i consta d'aquestes seccions: la Unitat Nord, la Unitat Sud i la Unitat d'Elkhorn Ranch.
La unitat més gran del parc, la Unitat Sud, es troba al costat de l'autopista I-94 a prop de Medora (Dakota del Nord). La Unitat Nord es troba 130 quilòmetres al nord de la Unitat Sud a la carretera US 85, al sud de Watford City (Dakota del Nord). La unitat més petita, Elkhorn Ranch, es troba entre les Unitats Nord i Sud, aproximadament 32 quilòmetres a l'oest de la carretera US 85 i a l'oest de Fairfield (Dakota del Nord). El riu Little Missouri de Dakota del Nord flueix a través de les tres unitats del parc. El sender Maah Daah Hey connecta les tres unitats.

## Theodore Roosevelt i la seva història a les badlands de Dakota del Nord
Roosevelt va arribar a les badlands de Dakota del Nord per tal de caçar bisons el setembre de 1883. Durant el viatge, es va enamorar de l'estil de vida dura i la "llibertat perfecta" d'Oest. Ell va invertir 14.000 dòlars en el Maltese Cross Ranch (Ranxo de la Creu de Malta), gestionat per Sylvan Ferris i Merrifield Bill, deu quilòmetres al sud de Medora. El mateix hivern, Ferris i Merrifield va construir la Maltese Cross Cabin (Caseta de la Creu de Malta). Després de la mort de la seva esposa i la seva mare el 14 de febrer de 1884, Roosevelt va tornar al seu ranxo en cerca de la cura que proporciona la soledat. Aquest estiu, va començar el seu segon ranxo, Elkhorn Ranch, 56 quilòmetres al nord de Medora. Va contractar dos llenyataires de Maine, Sewall Bill i Dow Wilmot, per a la seva operació.
Roosevelt va tenir un gran interès en els seus ranxos i en la caça a l'Oest, detallant les seves experiències en articles publicats en diaris i revistes. Va escriure tres obres importants de la seva vida a l'Oest: Ranch Life and the Hunting Trail (La vida al ranxo i el sender de la caça), The Hunting Trips of a Ranchman (Els viatges de la cacera d'un home del ranxo), i The Wilderness Hunter (El caçador a la terra salvatge). Les seves aventures intensives a l'aire lliure i la pèrdua del seu bestiar a l'hivern dels anys 1886-1887 van influir les seves polítiques tocant a la conservació com al president dels Estats Units des del 1901 fins al 1909.

## Evolució del parc
Després de la mort de Theodore Roosevelt el 1919, les badlands del riu Little Missouri de Dakota del Nord es van explorar per determinar llocs possibles per a un parc. Es van establir campaments del Cos Civil de Conservació (o el CCC, un projecte del New Deal) des del 1934 fins al 1941 a dues unitats actuals del parc. El CCC va construir diverses carreteres i altres estructures que encara es fan servir. L'àrea es va designar l'Àrea de Recreació Demostrativa de Roosevelt (Roosevelt Recreation Demonstration Area) el 1935. El 1946 va ser transferit al Servei de Pesca i Vida Silvestre dels Estats Units i va ser nomenat el Refugi Nacional de Vida Silvestre Theodore Roosevelt (Theodore Roosevelt National Wildlife Refuge). El president Truman va establir el Parc National Commemoratiu a Theodore Roosevelt (Theodore Roosevelt National Memorial Park) el 25 d'abril de 1947, l'únic parc nacional commemoratiu mai creat. El 1978 es van realitzar ajustos al superfície del parc i es va canviar la seva designació al Parc Nacional Theodore Rooselvelt.

## Activitats
Les dues unitats principals del parc tenen recorreguts paisatgístics, apròximadament 160 quilòmetres de senders per anar a peu i a cavall, i oportunitats de practicar l'acampada. Hi ha tres càmpings desenvolupats: un a la Unitat Nord i dos a la Uniat Sud.
El parc és popular per anar d'excursió fora de pista. Els permisos per acampar fora de pista es poden obtenir a la Unitat Sud o la Unitat Nord als seus respectius Centres de Visitants. Ja que hi ha més de 160 quilòmetres de senders, el parc és un lloc meravellós per anar d'excursió, tot i que l'aigua i l'ombra es limiten al llarg dels senders.
Les prades del Servei Forestal es troben al voltant de les unitats del parc. La zona per tant compta amb cels nocturns foscos amb possibilitats excel·lents d'observar les estrelles i de vegades l'aurora polar.

## Flora i fauna
Una de les atraccions més populars és observar la vida silvestre. El parc és la llar d'una gran varietat de vida silvestre de les Grans Planes com els bisons, els cavalls ferals, els senglars, els uapitís, els muflons de les muntanyes Rocoses, els cérvols de Virgínia, els cérvols mul, els gossets de la prada (Cynomys gunnisonium nocterna) i almenys 186 espècies d'aus incloent l'àguila daurada, el gall de les praderies de cua llarga, i el gall dindi salvatge. Els bisons poden ser perillosos i els visitants per això deuen mantenir una distància determinada d'ells. Els bisons, uapitís i muflons es van reintroduir amb èxit al parc.
El paisatge canvia constantment en relació amb les estacions. La gespa bruna domina des de finals de l'estiu fins a l'hivern, però esclata en color verd al començament de l'estiu, juntament amb centenars d'espècies de plantes i flors. L'hivern pot ser una escena bonica amb la neu que cobreix el terreny i que bloqueja el parc, un paisatge que Theodore Roosevelt va anomenar "un estatge amb una desolació de ferro."

## Aspectes culturals i llocs d'interès
Les badlands van ser de gran importància en la vida de Theodore Roosevelt, i el parc commemora seves contribucions a la conservació dels recursos naturals dels Estats Units de diverses maneres. Un museu a la Unitat Sud ofereix exhibicions sobre Theodore Roosevelt i els seus dies als ranxos. La Maltese Cross Cabin és oberta al públic tot l'any al Centre de Visitants.
El Elkhorn Ranch es troba en una àrea remota del parc, 56 quilòmetres al nord de Medora, amb accés per camins de grava. Els guardaboscos o guardaparcs (park rangers) són la millor font per a les condicions actuals i les rutes millors per viatjar al ranxo. La fundació de la casa del ranxo i altres edificis s'han conservat, tot i que hi ha altres seccions de la cabina que es van retirar després que Roosevelt va abandonar el ranxo. Les amenaces a Elkhorn inclouen el desenvolupament petrolier a les terres adjacents, les intrusions visuals i la contaminació acústica de les instal·lacions petrolieres i del trànsit.
La ciutat de Medora, a l'entrada de la Unitat Sud, ofereix un ambient autèntic de l'Oest, amb voreres de fusta, geladeries tradicionals del segle IXX i passejades en diligència. Hi ha diversos museus i al Burning Hills Amphitheather cada nit es presenta la "Medora Musical."

## Gestió del parc
El Servei de Parcs Nacionals manté un ramat de cavalls ferals al parc. Els seus límits són encerclats per una barrera de filferro d'una alçada de 2,1 metres construïda per mantenir els cavalls i bisons salvatges dins del parc i la ramaderia comercial fora del parc. Altres animals són capaços de passar travessar la tanca en determinats llocs previstos a aquest efecte.
Els funcionaris del parc gestionen les poblacions del bisons, cavalls i uapitís per mantenir un ecosistema equilibrat. Els biòlegs també vigilen els gossets de la prada, tot i que el parc només controla la seva població en els casos en què suposen una amenaça als edificis o la salut humana.